# Дженсен, Дейв
Дэ́вид Хе́ндрик Дже́нсен (англ. David Hendrik Jansen; 21 августа 1979, Портленд) — американский боец смешанного стиля, представитель лёгкой весовой категории. Выступает на профессиональном уровне начиная с 2007 года, известен по участию в турнирах таких бойцовских организаций как Bellator, WEC, M-1 Global, победитель гран-при лёгкого веса Bellator, был претендентом на титул чемпиона Bellator в лёгком весе.

## Биография
Дейв Дженсен родился 21 августа 1979 года в городе Портленд, штат Орегон. Во время учёбы в старшей школе серьёзно занимался борьбой, в частности становился чемпионом штата среди школьников и дважды был третьим. Поступил в Орегонский университет, здесь так же состоял студенческой борцовской команде, но через два года устал от борьбы и бросил учёбу. Позже присоединился к бойцовской команде Team Quest и начал готовиться к выступлениям в смешанных единоборствах.

### Начало профессиональной карьеры
Дебютировал в ММА на профессиональном уровне в сентябре 2007 года, заставил своего соперника сдаться с помощью удушающего приёма «анаконда». Первое время дрался в небольших промоушенах, таких как Sportfight, Banner Promotions, Elite Warriors Championships, District Combat Promotions, World Cagefighting Alliance — неизменно выходил из всех поединков победителем. В 2009 году одержал три победы в российской организации M-1 Global, после чего присоединился к крупному американскому промоушену World Extreme Cagefighting. Дебютировал в WEC с победы единогласным решением судей над Ричардом Кранкилтоном, но затем потерпел два поражения подряд, по очкам от Камала Шалоруса и Рикардо Ламаса.

### Bellator Fighting Championships
Имея в послужном списке тринадцать побед и только два поражения, Дженсен привлёк к себе внимание другой крупной американской организации Bellator Fighting Championships и подписал с ней долгосрочное соглашение. Выиграл здесь три рейтинговых боя и в 2012 году стал участником гран-при легковесов седьмого сезона — последовательно разобрался со всеми соперниками по турнирной сетке, в том числе с Магомедом Саадулаевым, Рикарду Тирлони и Марцином Хельдом в четвертьфинале, полуфинале и финале соответственно. Став победителем гран-при, удостоился права оспорить титул чемпиона Bellator лёгкой весовой категории, который на тот момент принадлежал Майклу Чендлеру. Поединок между ними должен был состояться в июне 2013 года, однако незадолго до начала турнира Дженсен вынужден был отказаться от боя из-за травмы.
В 2014 году в рейтинговом бою Дейв Дженсен победил по очкам Рика Хоуна и вновь стал претендентом на титул чемпиона организации. Титульный бой с действующим чемпионом Уиллом Бруксом состоялся в апреле 2015 года, Брукс доминировал в этом противостоянии, и по окончании пяти раундов все трое судей единогласно отдали ему победу. В мае 2016 года Дженсен вновь вышел в клетку против Марцина Хельда, и на сей раз поляку удалось взять реванш. После двух поражений подряд американский боец покинул Bellator.

## Статистика в профессиональном ММА
| Боёв 24  | Побед 20 | Поражений 4 |
| -------- | -------- | ----------- |
| Нокаутом | 1        | 0           |
| Сдачей   | 10       | 0           |
| Решением | 9        | 4           |

| Результат | Рекорд | Соперник           | Способ                  | Турнир                                                     | Дата             | Раунд | Время | Место              | Примечание                                              |
| --------- | ------ | ------------------ | ----------------------- | ---------------------------------------------------------- | ---------------- | ----- | ----- | ------------------ | ------------------------------------------------------- |
| Поражение | 20–4   | Марцин Хельд       | Единогласное решение    | Bellator 155                                               | 20 мая 2016      | 3     | 5:00  | Бойсе, США         |                                                         |
| Поражение | 20–3   | Уилл Брукс         | Единогласное решение    | Bellator 136                                               | 10 апреля 2015   | 5     | 5:00  | Ирвайн, США        | Бой за титул чемпиона Bellator в лёгком весе.           |
| Победа    | 20–2   | Рик Хоун           | Единогласное решение    | Bellator 130                                               | 24 октября 2014  | 3     | 5:00  | Малвейн, США       |                                                         |
| Победа    | 19–2   | Марцин Хельд       | Единогласное решение    | Bellator 93                                                | 21 марта 2013    | 3     | 5:00  | Льюистон, США      | Финал гран-при 7 сезона Bellator в лёгком весе.         |
| Победа    | 18–2   | Рикарду Тирлони    | Раздельное решение      | Bellator 81                                                | 16 ноября 2012   | 3     | 5:00  | Кингстон, США      | Полуфинал гран-при 7 сезона Bellator в лёгком весе.     |
| Победа    | 17–2   | Магомед Саадулаев  | Сдача (гильотина)       | Bellator 77                                                | 19 октября 2012  | 3     | 0:41  | Рединг, США        | Четвертьфинал гран-при 7 сезона Bellator в лёгком весе. |
| Победа    | 16–2   | Джейкоб Кирван     | Единогласное решение    | Bellator 62                                                | 23 марта 2012    | 3     | 5:00  | Ларедо, США        |                                                         |
| Победа    | 15–2   | Асхан Морвари      | Сдача (удушение сзади)  | Bellator 57                                                | 12 ноября 2011   | 2     | 2:47  | Рама, Канада       |                                                         |
| Победа    | 14–2   | Скотт Макафи       | Сдача (удушение д’арсе) | Bellator 39                                                | 2 апреля 2011    | 1     | 4:58  | Анкасвилл, США     |                                                         |
| Поражение | 13–2   | Рикардо Ламас      | Единогласное решение    | WEC 50                                                     | 18 августа 2010  | 3     | 5:00  | Лас-Вегас, США     |                                                         |
| Поражение | 13–1   | Камал Шалорус      | Единогласное решение    | WEC 46                                                     | 10 января 2010   | 3     | 5:00  | Сакраменто, США    |                                                         |
| Победа    | 13–0   | Ричард Кранкилтон  | Единогласное решение    | WEC 43                                                     | 10 октября 2009  | 3     | 5:00  | Сан-Антонио, США   |                                                         |
| Победа    | 12–0   | Амирхан Мазихов    | Сдача (гильотина)       | M-1 Challenge 17: Korea                                    | 4 июля 2009      | 1     | 0:22  | Сеул, Южная Корея  |                                                         |
| Победа    | 11–0   | Нам Ый Чхоль       | Единогласное решение    | M-1 Challenge 14: Japan                                    | 29 апреля 2009   | 2     | 5:00  | Токио, Япония      |                                                         |
| Победа    | 10–0   | Флавио Альваро     | Единогласное решение    | M-1 Challenge 12: USA                                      | 21 февраля 2009  | 2     | 5:00  | Такома, США        |                                                         |
| Победа    | 9–0    | Мэтт Ли            | Сдача (анаконда)        | World Cagefighting Alliance: Pure Combat                   | 6 февраля 2009   | 1     | 3:00  | Атлантик-Сити, США |                                                         |
| Победа    | 8–0    | Кори Махоун        | Сдача (удушение сзади)  | District Combat Promotions: Battle at the Nation's Capital | 13 декабря 2008  | 1     | 0:52  | Вашингтон, США     |                                                         |
| Победа    | 7–0    | Стерлинг Форд      | Единогласное решение    | Sportfight 24: Domination                                  | 19 сентября 2008 | 3     | 5:00  | Портленд, США      |                                                         |
| Победа    | 6–0    | Бобби Корпус       | Сдача (удушение сзади)  | Elite Warriors Championships                               | 2 августа 2006   | 2     | 2:38  | Сейлем, США        |                                                         |
| Победа    | 5–0    | Деннис Дэвис       | Единогласное решение    | Banner Promotions: Night of Combat                         | 20 июня 2008     | 3     | 5:00  | Лас-Вегас, США     |                                                         |
| Победа    | 4–0    | Томми Тойкс        | TKO (удары руками)      | Sportfight 22: Re-Awakening                                | 18 апреля 2008   | 1     | 1:38  | Портленд, США      |                                                         |
| Победа    | 3–0    | Джереми Бёрннетт   | Сдача (анаконда)        | Sportfight 21: Seasons Beatings                            | 22 декабря 2007  | 1     | 0:41  | Портленд, США      |                                                         |
| Победа    | 2–0    | Деннис Паркс       | Сдача (гильотина)       | Sportfight 20: Homecoming                                  | 27 октября 2007  | 1     | N/A   | Портленд, США      |                                                         |
| Победа    | 1–0    | Алехандро Альварес | Сдача (анаконда)        | FCFF: Rumble at the Roseland 30                            | 22 сентября 2007 | 1     | 2:42  | Портленд, США      |                                                         |